# Парк, Рег
Рег Парк (англ. Reg Park; 7 июня 1928, Лидс, Уэст-Йоркшир — 22 ноября 2007, Йоханнесбург, ЮАР) — британский бодибилдер, актёр и бизнесмен. Известен по прозвищу Рег Лег (англ. Reg Leg, «Лег» — Легенда).

## Биография
Рег Парк родился 7 июня 1928 года в английском городе Лидс. В 1949 году получил титул «Мистер Британия». После этого полгода жил в США, где познакомился с Джо Вейдером, который стал рекламировать англичанина в своих журналах. Основными спортивными достижениями Парка считается победа на конкурсе НАББА «Мистер Юниверс» среди любителей в 1958 году и золото на этом же турнире, но уже среди профи, в 1965 году.
В 1952 году Парк переехал в Южную Африку, где открыл сеть фитнес-центров. 6 следующих лет жизни Парк посвятил кинематографу.
В 60-х годах он снялся в четырёх фильмах в роли Геракла.
Как вспоминал Арнольд Шварценеггер на пике своей популярности, Стив Ривз и Рег Парк своими фильмами сподвигли его к занятиям с тяжестями. В 1973 году на «Юниверс Про» в возрасте 45 лет Рег Парк занял второе место. Это был последний год, когда он занимал призовые места.

## Смерть
Рег Парк скончался на 80-м году жизни 22 ноября 2007 года от меланомы. Он попал в больницу в начале ноября.

## Физические данные
Рост: 6’1" (185 см);
Конкурсный вес: 225-250 фунтов (102—114 кг);
Вес: 225 фунтов (102 кг);
Обхват бицепса: 20" (51 cm);

## Награды
- 1946 Mr Britain 4th
- 1949 Mr Britain 1st
- 1950 Best Developed Athlete in America — IFBB, Tall, 1st
- 1950 Best Developed Athlete in America — IFBB, Overall Winner Mr Europe
- 1950 Overall Winner Mr Universe — NABBA, Tall, 2nd
- 1951 Mr Universe — NABBA, Tall, 1st
- 1951 Mr Universe — NABBA, Overall Winner
- 1958 Mr Universe — Pro — NABBA, Tall, 1st
- 1958 Mr Universe — Pro — NABBA, Overall Winner
- 1965 Mr Universe — Pro — NABBA, Tall, 1st
- 1965 Mr Universe — Pro — NABBA, Overall Winner
- 1970 Mr Universe — Pro — NABBA, Tall, 2nd
- 1971 Mr Universe — Pro — NABBA, Tall, 3rd
- 1973 Mr Universe — Pro — NABBA, Tall, 2nd

## Фильмография
- Геркулес покоряет Атлантиду (Италия, 1961) итал. Ercole Alla Conquista Di Atlantide
- Подвиги Геракла: Геракл в царстве теней (Италия, 1961) итал. Ercole Al Centro Della Terra
- Геркулес в копях царя Соломона (Италия, 1964) итал. Maciste Nelle Miniere Di Re Salomone
- Геркулес, пленник Зла (Италия, 1964) итал. Ursus, Il Terrore Dei Kirghisi
- Вызов великанов (Италия, 1965) итал. Sfida Dei Giganti